# Kornit Digital
Kornit Digital (קוֹרְנִית דִּיגִיטָל בָּעָ״מ Qōrnīt Dīgīṭal BaʿAM) ist ein israelischer Hersteller von Digitaldruckmaschinen für Textilien. Im Gegensatz zu seinen Wettbewerbern bietet Kornit die Möglichkeit Nass-in-Nass zu drucken. Das Unternehmen wurde 2002 gegründet. Inzwischen gibt es weltweit sechs Niederlassungen. Neben der Firmenzentrale in Israel befinden sich weitere Standorte in Nordamerika (Wisconsin), EMEA-Raum (Düsseldorf), Asien-Pazifik-Raum (Hongkong), China (Shanghai) und Lateinamerika (Miami).